# 白色恐怖 (西班牙)

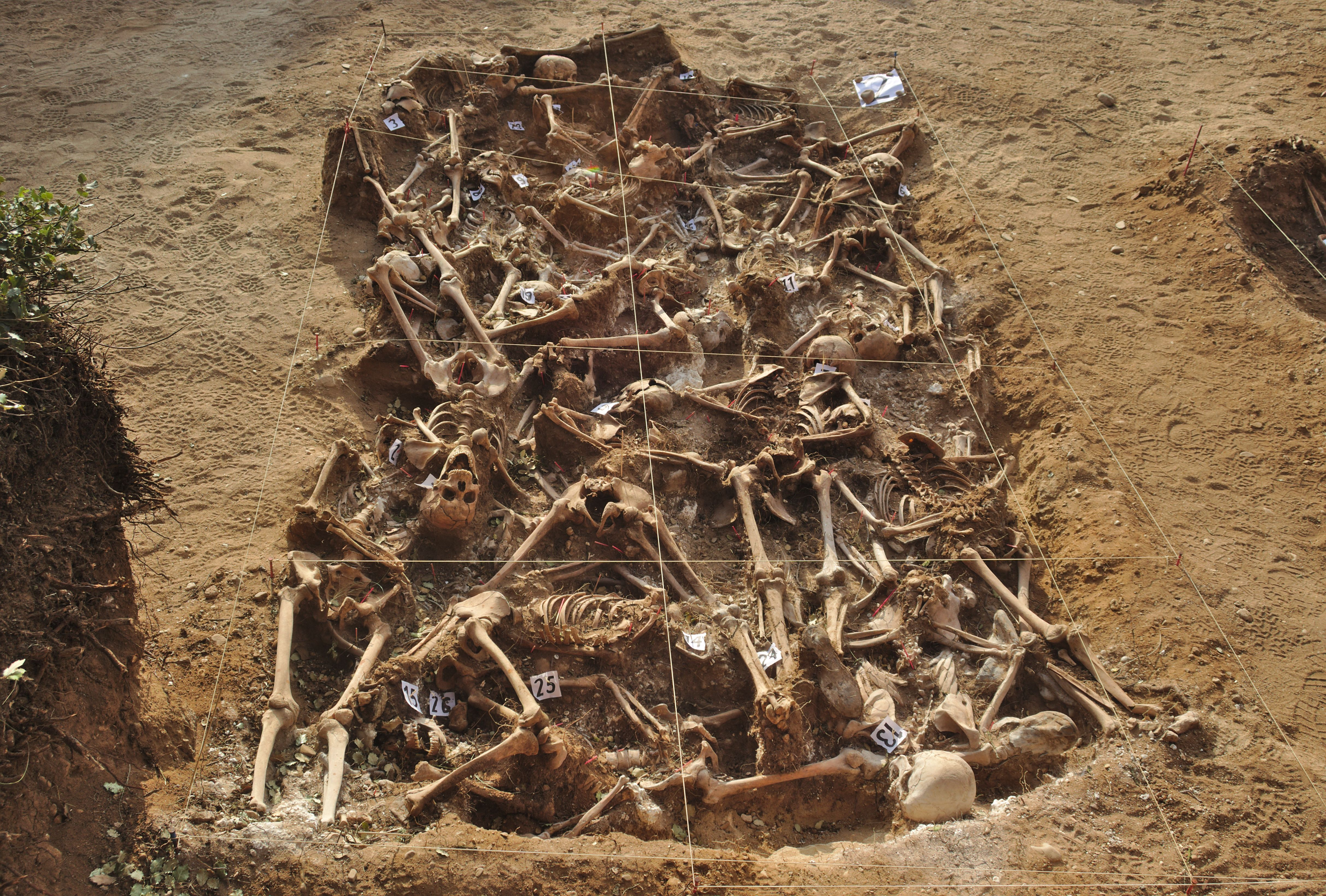
西班牙白色恐怖時期被殺害的26名共和派成員遺骨

白色恐怖（西班牙語：Terror Blanco），又稱佛朗哥鎮壓（la Represión franquista），是指由1936年—1945年期間民族主義派系進行的政治鎮壓，包括處決和強姦，佛朗哥主義統治下的西班牙有許多官方敵人：西班牙第二共和國的效忠者（1931-1939）、自由主義者, 不同路線的社會主義者、新教徒、無神論者、知識分子、同性戀者、共濟會、猶太人、吉卜賽人、巴斯克民族主义者、加泰羅尼亞民族主义者、安達盧西亞民族主義者和加利西亞民族主義者。
鎮壓的動機是右派的“社會清洗”觀念，這意味著在民族主義者佔領一個地方後立即開始肅清被視為國家敵人的人。從意識形態上講，羅馬天主教會將國民警衛隊（國家警察）和長槍黨的殺戮合法化為保衛基督教世界。
直到1945年，估計有160,000-200,000西班牙人被殺。